# William Leslie
Pour les articles homonymes, voir Leslie et William Leslie (homonymie).
William « Bill » Leslie est un acteur américain, né le 27 mars 1925 à Seagraves (Texas), mort le 19 décembre 2005 à Apple Valley (Californie).

## Biographie
Au cinéma, il contribue à vingt-huit films américains sortis entre 1952 et 1965, dont Une femme diabolique de Ranald MacDougall (1955, avec Joan Crawford et Barry Sullivan), Le Bal des cinglés de Richard Quine (1957), L'Aventurier du Texas de Budd Boetticher (1958, avec Randolph Scott et Craig Stevens) et Les Cavaliers de John Ford (son antépénultième film, 1959, avec John Wayne et William Holden).
À la télévision, William Leslie apparaît dans vingt-trois séries américaines de 1955 à 1967, dont Rintintin (un épisode, 1956), Les Espions (un épisode, 1966) et L'Homme de fer (un épisode, 1967).
Quasiment retiré ensuite, il revient une ultime fois au petit écran comme narrateur de la série The Prosecutors: In Pursuit of Justice (neuf épisodes, 2000-2002).

## Filmographie partielle

### Cinéma
- 1954 : L'Éternel féminin (Forever Female) d'Irving Rapper : Bill
- 1954 : Taza, fils de Cochise (Taza, Son of Cochise) de Douglas Sirk : un sergent
- 1954 : Fille de plaisir (Playgirl) de Joseph Pevney : un interne
- 1955 : Ce n'est qu'un au revoir (The Long Gray Line) de John Ford : James Nilsson « Red » Sundstrom
- 1955 : Une femme diabolique (Queen Bee) de Ranald MacDougall : Ty McKinnon
- 1955 : Bring Your Smile Along de Blake Edwards
- 1956 : L'Enfer du Pacifique (Battle Stations) de Lewis Seiler : l'enseigne Pete Kelly
- 1956 : La Mission du capitaine Benson (7th Cavalry) de Joseph H. Lewis : le lieutenant Murray
- 1957 : The Night the World Exploded de Fred F. Sears : Dr David Conway
- 1957 : Commando dans la mer du Japon (Hellcats of the Navy)
- 1957 : Le Bal des cinglés (Operation Mad Ball) de Richard Quine : le soldat Grimes
- 1958 : Le Retour d'André Hardy (Andy Hardy Comes Home) de Howard W. Koch
- 1958 : La Dernière Fanfare (The Last Hurrah) de John Ford : Dan Herlihy
- 1958 : L'Aventurier du Texas (Buchanan Rides Alone) de Budd Boetticher : Roy Agry
- 1958 : The Lineup de Don Siegel : Larry Warner
- 1959 : La Mission secrète du sous-marin X-16 (Up Periscope) de Gordon Douglas : le lieutenant Doherty
- 1959 : Les Cavaliers (The Horse Soldiers) de John Ford : le major Richard Gray
- 1965 :  Mutiny in Outer Space d'Hugo Grimaldi ::   major Gordon Towers

### Télévision
(séries)
- 1956 : Rintintin (The Adventures of Rin Tin Tin), saison 2, épisode 19 Le Premier Chagrin (Rusty's Romance) : Dave Stanford
- 1962 : Le Jeune Docteur Kildare (Dr. Kildare), saison 1, épisode 26 A Very Present Help de Robert Butler : Dick Parker
- 1966 : Les Espions (I Spy), saison 1, épisode 22 La Conquête de Maude Murdock (The Conquest of Maude Murdock) de Paul Wendkos : un agent de sécurité
- 1967 : L'Homme de fer (Ironside), saison 1, épisode 9 La Lumière au bout du voyage (Light at the End of the Journey) de Charles S. Dubin : Waring